# Маріон Крайнер
Маріон Крайнер (нім. Marion Kreiner, 4 травня 1981) — австрійська сноубордистка, призер Олімпійських ігор, чемпіонка світу.
Маріон Крайнер спеціалізується в паралельному слаломі. Вона чемпіонка світу 2009 року. На Олімпійаді у Ванкувері Крайнер виборола бронзову медаль у паралельному гігантському слаломі.